# Àpex
L'àpex és l'extrem superior o la punta d'una cosa. És l'extrem oposat a la base o part basal.

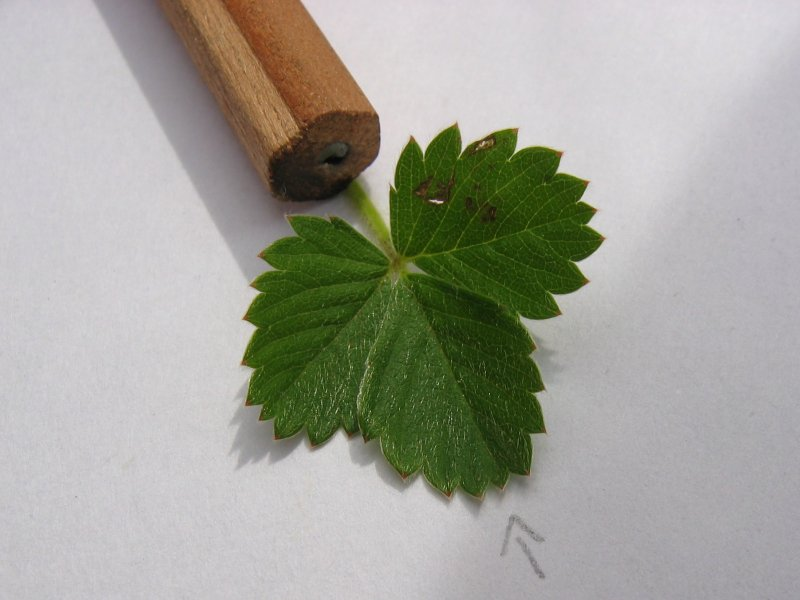
La sageta indica l'àpex d'una fulla de maduixa

En anatomia vegetal s'utilitza per indicar la punta d'una planta, d'una fulla, d'una fruita. En anatomia animal es diu de l'extrem d'un òrgan o d'una part del cos, com l'àpex del cor, d'una ala, del bec d'un ocell. L'àpex orgànic pot no coincidir amb el geomètric.

## Filosofia

### Significat
Filosòficament l'àpex és la part més àlgida, superior d'una cosa, especialment a la vida. Encara que realment és un concepte molt més complex que recull moltes influències i significats històrics com els zigurats, el zenit, filosofia grega, babilònia, etc.

### Influències
Aquest terme fou desenvolupat per un grup de filòsofs que a l'hora d'escoltar la cançó anomenada "Àpex", del grup Experiència Moist, es van il·luminar i van aconseguir transcendir de manera perpètua. Fins a tal punt que pensaven que romandrien a l'àpex per sempre i incondicionalment, la qual cosa va causar en ells una gran commoció i així és com van començar a desenvolupar la filosofia de la mà de rapsòdies com són Romandré a l'àpex, Sàlvia o Iniciació.

#### Cançons i poemes
A continuació es presenten fragments escrits pel mihura Varado sobre el tema.

##### Romandré a l'àpex
"Romandré a l'àpex
de manera perpètua.
In caelum conscendam super astra dei
exaltabo solium meum."

##### Sàlvia
"Ho desconec però m'endinsa
a la porta hi ha un caranc de huit pinses
sorprendentment allí es trobava Pericles
i una quimera alimentada amb testicles,
una cassola amb llentiscle,
basuco i sàlvia."

##### Iniciació
"A l'àpex a diari va després d'una travesia
a partir d'ara rebutjarà l'eucaristia
i rebrà a Moist com a predicador de la profecia.
Si vol romandre a l'àpex
haurà d'abandonar la pexeringa.
Arriba a l'àpex i dialoga amb Marc Aureli."